# (5739) Robertburns
(5739) Robertburns ist ein Asteroid des Hauptgürtels, der am 24. November 1989 vom britisch-australischen Astronomen Robert McNaught am Siding-Spring-Observatorium (IAU-Code 260) in der Nähe von Coonabarabran in Australien entdeckt wurde.
Der Himmelskörper wurde am 12. Juli 2014 nach dem schottischen Dichter Robert Burns (1759–1796) benannt, der zahlreiche Gedichte, politische Texte und Lieder wie Auld Lang Syne verfasste und als schottischer Nationaldichter gilt.